# Godai: Elemental Force
Godai: Elemental Force est un jeu vidéo d'action développé et édité par The 3DO Company, sorti en 2002 sur PlayStation 2.

## Accueil
- IGN : 2,5/10[1]